# Wilderswil
Wilderswil is een gemeente en plaats in het Zwitserse kanton Bern, en maakt deel uit van het district Interlaken-Oberhasli.
Wilderswil telt 2.549 inwoners. Er zijn in totaal 18 hotels, veel vakantie appartementen en er is een camping.
Vanuit het dorp zelf heeft men een mooi uitzicht op de Jungfrau. Verder ligt het vlak bij het skigebied Wengen en het dorpje Lauterbrunnen.
De dichtstbijzijnde stad is Interlaken.
Wilderswil ligt zo'n drie kilometer ten zuiden van Interlaken.  Het dorpscentrum ligt aan de linkeroever van de Lütschine, daar waar het Lütschinedal zich opent in het dal van de Aare tussen de beide riviermeren van de Aare, de Brienzersee en Thunersee. Ten oosten van het dorpscentrum bevindt zich aan de oevers van de Lütschine de middeleeuwse kerk van Steig, centrum van de kerkparochie Steig die zich over onder meer Wilderswil en de zuidelijker gelegen gemeente Gsteigwiler uitstrekt.

Wilderswil heeft een station, waar de trein van Interlaken naar Lauterbrunnen en naar Grindelwald stopt.
Wilderswil is ook het vertrekpunt van de Schynige Platte-Bahn (SPB), een tandradbaan met als eindpunt Schynige Platte op 1987 m. hoogte.